# Penisola di Coromandel
La penisola di Coromandel (Te Tara-o-te-ika-o-Māui in lingua māori) è una penisola montagnosa protesa per 85 chilometri nell'oceano Pacifico situata nel nord-ovest dell'Isola del Nord della Nuova Zelanda. La penisola, con i suoi quasi 40 chilometri di larghezza, divide la Baia dell'Abbondanza (a est) dal Firth of Thames, parte del più esteso Golfo di Hauraki (a ovest). Distante soli 55 chilometri da Auckland, la principale città neozelandese, la penisola di Coromandel fa parte del distretto di Thames-Coromandel nella regione del Waikato. I principali centri della penisola sono le cittadine di Thames, nel sud-ovest, e di Whitianga, a nord-est. Nella penisola si trova la Riserva marina di Whanganui A Hei.

## Origine del nome
La penisola di Coromandel prende il nome dall'HMS Coromandel (chiamato in origine HMS Malabar), un vascello della marina reale britannica che nel 1820 fece tappa nel porto di Coromandel per acquistare dei longheroni di legno kauri. A sua volta, la nave deve il suo nome alla costa del Coromandel, in India.

## Galleria d'immagini

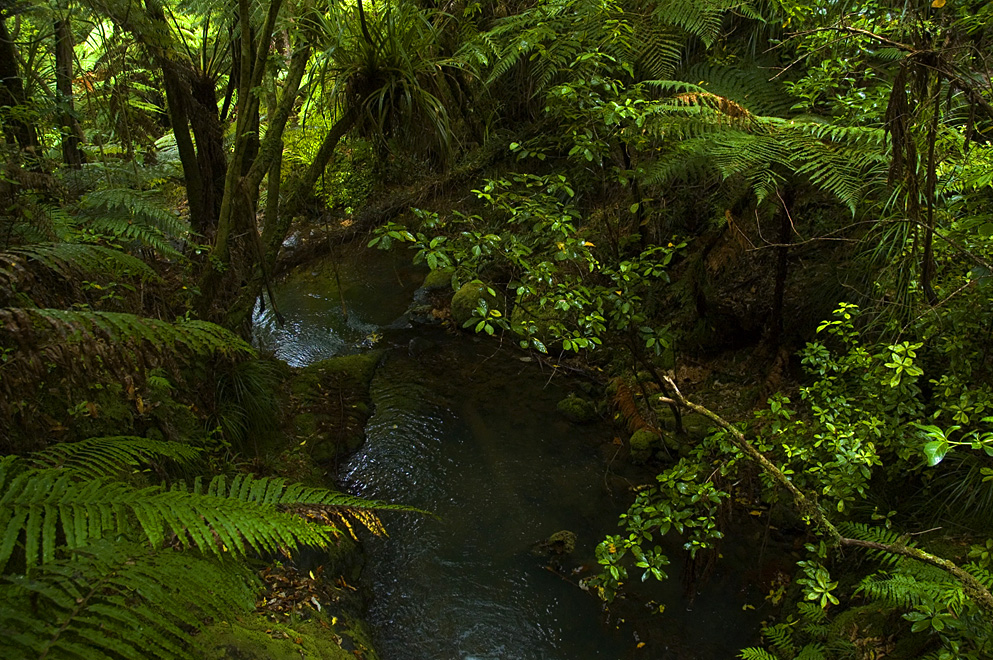
Foreste nell'interno della penisola
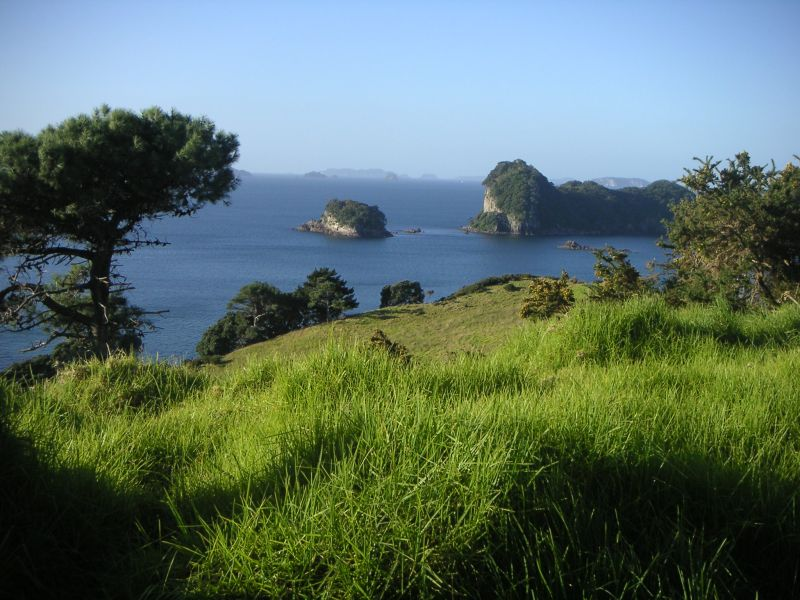
Tratto di costa della penisola
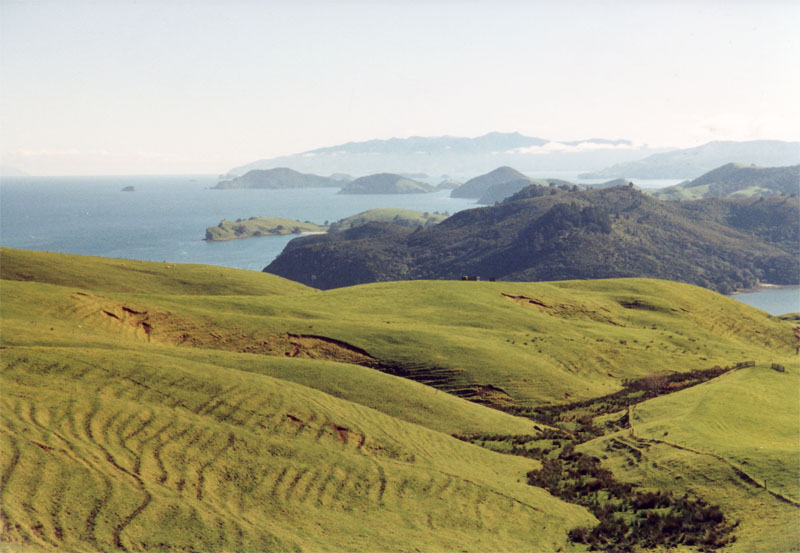
Paesaggio costiero della penisola
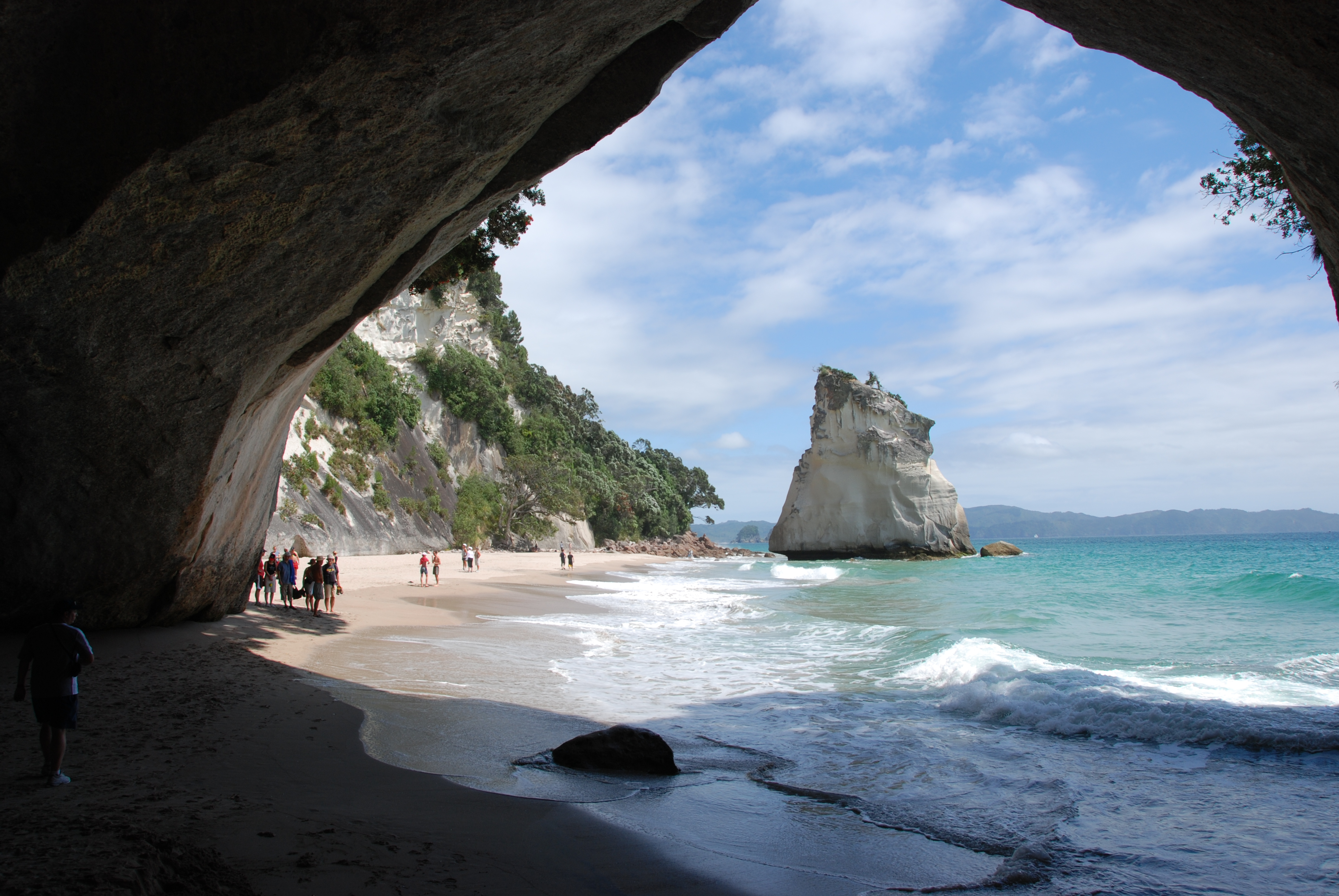
La spiaggia di Cathedral Cove